# 심영섭 (1966년)
심영섭(1966 ~)은 대한민국의 영화 평론가이자, 대학 교수이다.

## 경력사항
- 한국영상영화치료학회 회장
- 대구사이버대학교 상담심리학과 학과장
- 대구사이버대학교 상담심리학과 전임교수
- 한국영상응용연구소 대표
- 고려대학교 심리학 강사
- 서강대학교 심리학 강사
- 서울백병원 임상심리학실 레지던트 과정 이수
- 한양대병원 임상심리학실 인턴 과정 이수
- 방송통신위원회 mbn 재승인 허가

## 학력사항
- 고려대학교 대학원 심리학 박사
- 고려대학교 대학원 심리학 석사
- 서강대학교 생명공학과 학사

## 저서
- 영화 내 영혼의 순례
- 심영섭의 시네마 싸이콜로지
- 대한민국에서 여성 평론가로 산다는 것
- 영화 심리의 실재
- 영화치료의 이론과 실재
- 무비꼴라주 씨네마톡 (공저)
- 그 영화 같이 볼래요 (공저)
- 지금, 여기, 하나뿐인, 당신에게